# Тахтиб
Тахтиб (арап.  تحطيب taḥṭīb) је традиционална борилачка вештина у којој се као оружје користе штапови. Потиче из времена Старог Египта и једна је од најстаријих борилачких вештина на свету. Суштина борбене технике своди се на онеспособљавање супарника ударцем у главу, док се истовремено од његовог штапа штити своја.
Од тада до данас тахтиб као борилачка вештина еволуирао је у египатски народни плес са дрвеним штапом. На енглеском се често описује као  "stick dance" или "cane dance", што би се на српски језик могло превести као игра штаповима, односно "stick-dancing game", на српском плес са штаповима. У основи је то ритуални приказ борбе праћен музиком. Данас реч тахтиб означава и борилачку вештину и извођачку уметност. Углавном се практикује у Горњем Египту. Нубијски облик тахтиба се редовно изводи као представа за туристе у Асуану.
Године 2016. тахтиб је уврштен на Унескову листу нематеријалног културног наслеђа човечанства.

## Историја
Најстарији материјални докази о тахтибу пронађени су на гравурама у некрополи из доба Старог царства, која се налази на археолошком налазишту Абусир у југозападном предграђу Каира. На неким рељефима у Сахуровој пирамиди (V династија, око 2500. п. н. е.) налазе се слике које прилично прецизно приказују сцене које асоцирају на војну вежбу борбе помоћу штапова. Тахтиб је у Старом Египту, заједно са стрељаштвом и рвањем, био један од три дисциплине ратовања којима су учени војници.
Три од 35 гробница некрополе у Бени Хасану (XI-XII династије, 1900 – 1700. п. н. е.) близу града Минја садрже цртеже на којима је прикаѕан тахтиб. Слични цртежи се могу наћи и на археолошком налазишту Тел-ел-Амарна (XVIII династија, 1350. п. н. е.), око 60 километара јужно од Минје. Осим као војна вежба, тахтиб двобоји су били популарани и међу кметовима и пољопривредницима. Први докази о тахтибу као ритуалној игри на свечаностима могу се видети на рељефима на зидовима храмова у Луксору и Сакари, из времена Новог царства (1500 – 1000. п. н. е.). Рани хришћански текстови описују тахтиб као слободну активност и популарну уметност коју су изводили мушкарци на венчањима и прославама. Верује се да се тахтиб одатле развио као плес и уметност.
Тахтиб се као плес у Египту одржао до данас. Оригиналне технике и стратегије се и даље се изучавају, првенствено у Горњем Египту, али и на неколико других места широм света. Данас се изводи првенствено као туристичка атракција.

## Основе борилачке вештине
Главна мета напада у овој борилачкој вештини је глава противника, јер се сматра најзначајнијим, а уједно и најкрхкијим и најрањивијим делом тела. Било какав ударац у главу лако може онеспособити противника, а циљани ударци у главу су свакако још убитачнији. Специфичним циљањем слабих и меких подручја на лобањи лако се постиже нокаут, што смањује број потребних удараца, а самим тим и потребну енергију коју нападач улаже. Војници не морају да брину да ће се убрзо уморити од битке, што би негативно утицало како на њихову способност одбране, тако и на способност напада и задржавања формације. Укратко, тахтиб је војницима омогућавао да са мало уложене енергије заједничким снагама брзо победе непријатеља, што оставља више снаге за наредну битку. Знајући ово, лако је схватити зашто је ово била толико важна војна вештина у Старом Египту.
Као и код већине борилачких вештина, и код тахтиба су нападачки циљеви уједно и одбрамбене тачке заштите. Сходно томе, борбене технике се заснивају на заштити сопствене главе, док се истовремено напада глава противника. Победа у савременом тахтибу се постиже једним директним додиром главе или са три додира у друге делове тела.
У прошлости је тахтиб био борилачка вештина вештина којом су само мушкарци смели да се баве. Данас су савремени часови тахтиба отворени за оба пола. Иако се и ова вештина трансформисала у облик плеса, савремени облик борилачке вештине и даље је смртоносан и практичан, иако употреба штапа донекле умањује њену практичност као средства самоодбране у савременом животу.

### Тахиб као борилачка вештина данас
Данас се тахиб све више проучава као борилачка вештина и настоји се да се као борилачка пракса обогати успостављањем правила и методе учења. За разлику од традиционалног, савремени тахтиб дозвољава и женама и мушкарцима да учествују у мешовитим групама.

## Тахтиб као плес
Плес обухвата многе оригиналне покрете који се изводе у оквиру борилачке вештине. Слично другим ратничким плесовима, симулира борбу два противника и укључује кратке, ненасилне контакте, док напади штапом нису дозвољени. Изводи се пред публиком, у пратњи народне музике која се свира на традиционалним музичким инструментима.
Дрвени штап је остао део плесне кореографије. Дугачак је око 1,22 метра и назива се asa, asaya, assaya, или nabboot. Штапом се замахује у облику броја осам тако великом брзином да се чује звук пресецања ваздуха. Штап који се користи за женску варијанту плеса је углавном лаган, а сам женски плес се састоји од балансирања штапа на глави, куку или рамену.
Традиционално, плесачи су млади и стари мушкарци, углавном припадници народа Саиди који живи у Горњем Египту, посебно у руралним подручјима. Међутим, као и код борилачке вештине која му је претходила и у плесу су се касније развиле и женске верзије. У једном од ових облика, жене су се облачиле као мушкарци и имитирале су их. Друга женска варијанта се изводи заводљиво са мање агресивности. Ова верзија, која се зове ra's el assaya се инкорпорирала у оријентални плес познат као raqs sharqi.

### Музика
Музика у тахтибу изводи се на бубњу, тачније тапану и мизмару, једној врсти претече обое. Бубњар у десној руци држи тежу палицу којом удара у средиште бубња и производи дубоки звук који даје ритам, док у левој руци има лагану, танку палицу, којом свира брзи стакато, рески тон који добија ударајући у рубне делове мембране.

## Друштвени значај
Од борилачке вештине у Старом Египту тахтиб је током историје попримио улогу свечане игре, али повезаност са старом улогом остала је кроз симболику и друштвене вредности. Правила игре заснована су на вредностима као што су узајамно поштовање, пријатељство, храброст, снага, витештво и понос. У руралним подручјима тахтиб је део свог свакодневног живота и учешће у игри сматра се знаком мушкости. Игра учесницима даје самопоуздање због стечених вештина и осећај поноса што наступају пред своим заједницама. Такође помаже јачању породичних веза и неговању добрих међуљудских односа.
Да би се подстакли нови играчи организују се такмичења и посебне тахтиб вечери у којима учествују становници различитих области, а које могу трајати и до недељу дана. Вештина се преноси унутар породице и заједнице, а добродошли су сви који желе да је науче.